# Отеніо Абель
Отеніо Абель (нім. Othenio Abel; 20 червня 1875, Відень — 4 липня 1946, Мондзеє) — австрійський палеонтолог.

## Наукова робота
Є автором багатьох робіт по палеобіології окремих груп тварин, за методом палеобіологічних досліджень. В окремих питаннях еволюції органічного світу стояв на віталістичних позиціях. Іноземний член-кореспондент Академії наук СРСР з 15 січня 1927 року у відділенні фізико-математичних наук (по розряду біологічних наук (палеонтологія)).

## Нагороди
У 1911 році Геологічна спілка Лондона присудила вченому почесну нагороду — Медаль Бігсбі.

## Основні праці
- Grundzüge der Paläobiologie der Wirbeltiere, Stuttg., 1912
- Lebensbilder aus der Tierwelt der Vorzeit, Jena, 1922
- Geschichte und Methode der Rekonstruktion vorzeitlicher Wirbeltiere, Jena, 1925
- Vorzeitliche Lebensspuren, Jena, 1935.